# Стуруман (місто)
Стуруман (швед. Storuman) — містечко (tätort, міське поселення) у північній Швеції в лені  Вестерботтен. Адміністративний центр комуни Стуруман.

## Географія
Містечко знаходиться у центральній частині лена  Вестерботтен за 620 км на північ від Стокгольма.

## Історія
Вважається, що перші шведські поселенцы, які приїхали в цей район, були з Вільгельміни і оселилися тут близько 1741 року. Поселення спершу назвали «Луспен», за назвою від однойменної місцевої річки. 
До 1912 року населення села складало близько 40 жителів, що проживали у восьми фермах. Все значно змінилося, коли було побудовано залізничну станцію (внутрішня лінія) у 1924 році.

## Населення
Населення становить 2 188 мешканців (2018).

## Економіка
Тепер містечко відоме завдяки підприємствам деревообробної промисловості та гідроелектростанції. Також воно є популярним туристичним центром.

## Спорт
У поселенні базується футбольний клуб Стуруманс ІФ та інші спортивні організації.

## Галерея

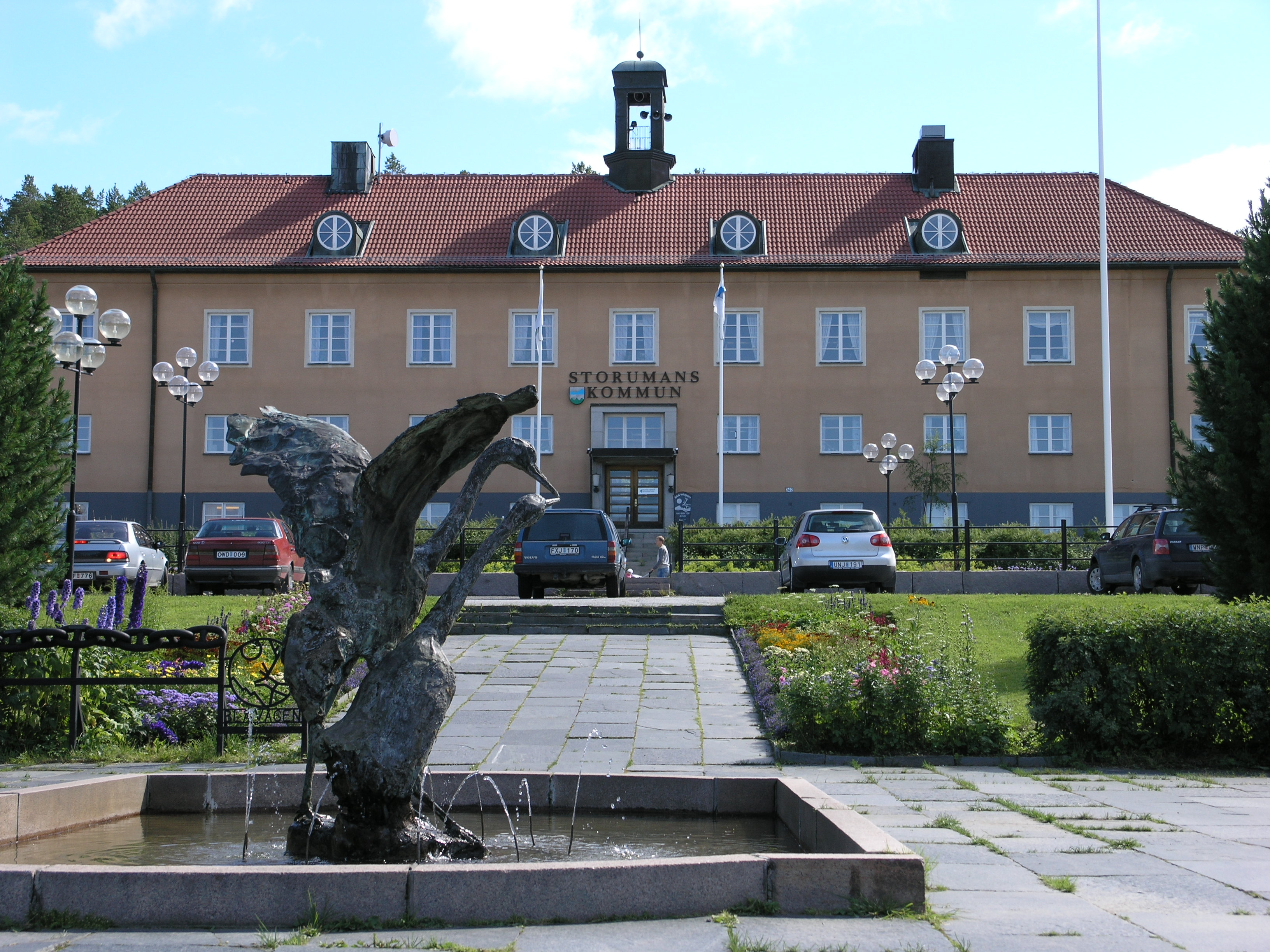
Управа комуни
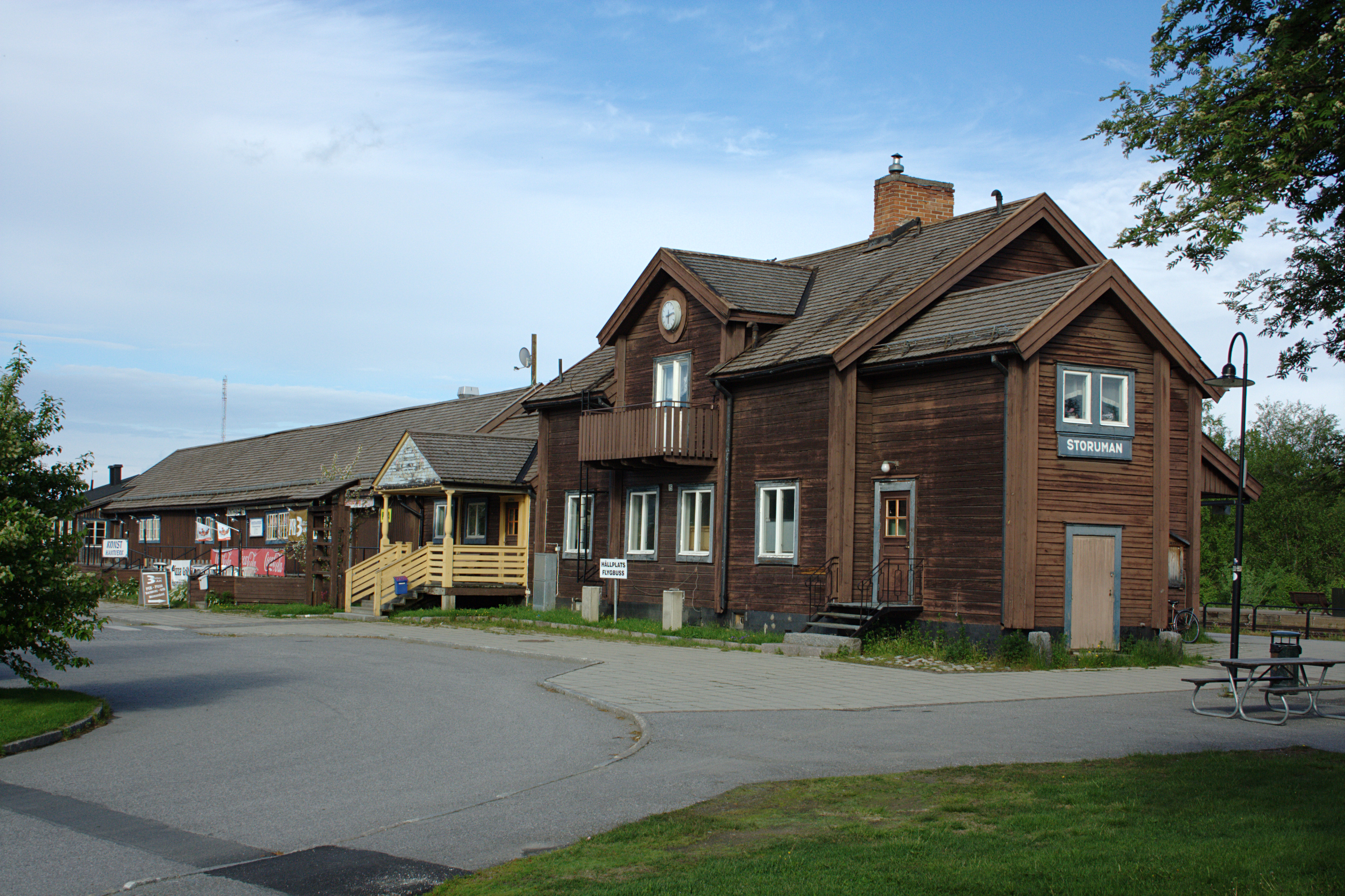
Залізнична станція
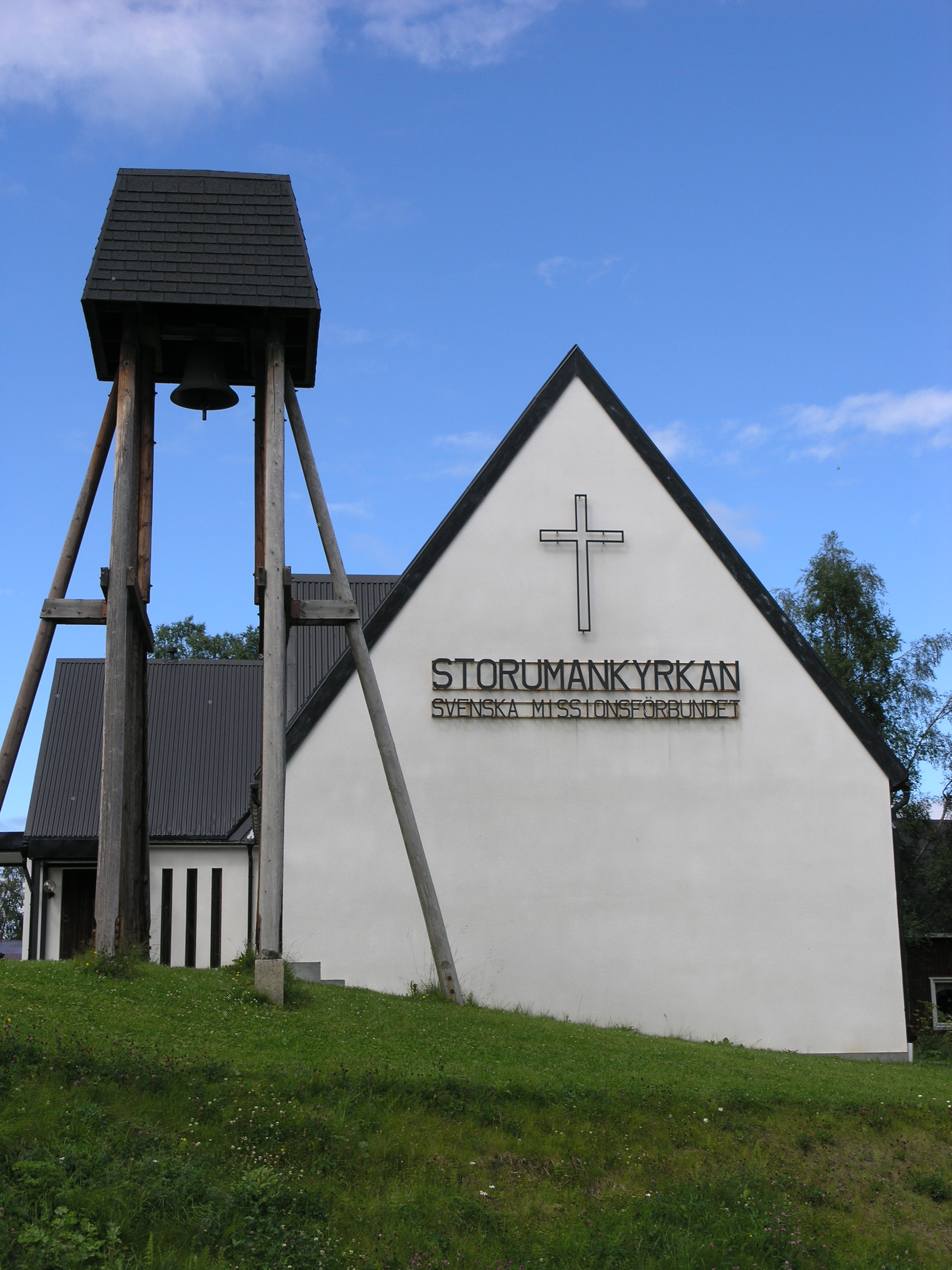
Церква
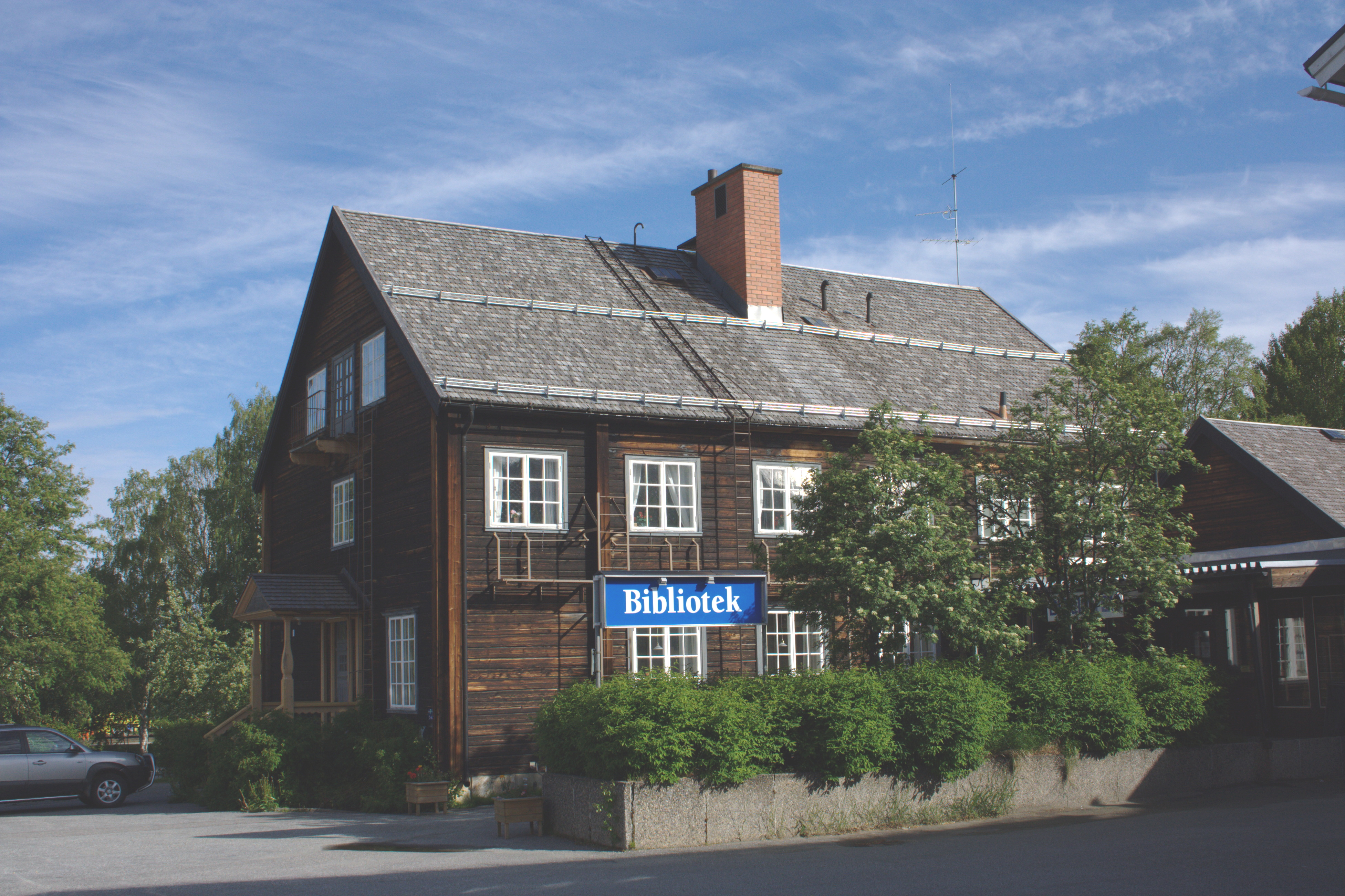
Бібліотека

## Покликання
- Сайт комуни Стуруман [Архівовано 25 жовтня 2020 у Wayback Machine.]